# Daschower See
Der Daschower See liegt nördlich von Lübz auf dem Gemeindegebiet Gallin-Kuppentin im Landkreis Ludwigslust-Parchim in Südmecklenburg. Der namensgebende Ort Daschow liegt am Südufer des Sees. Hier befindet sich eine Badestelle und ganz im Süden das Schloss Daschow. Der See ist etwa 11 m tief, 400 m breit und über 500 m lang. Der Zufluss liegt im Norden und stellt die Verbindung zum Neuhöfer See dar. Unweit des Westufers liegt das Naturschutzgebiet Daschower Moor.